# Pablo Victoria
Pablo Eduardo Victoria Wilches (Bogotá, 1943 - Madrid, 19 de julio de 2024), fue un economista, político e historiador colombiano y español.

## Biografía
Nacido en Bogotá, ha sido gerente general y consejero de varias empresas y fue reservista mayor del Ejército de Colombia, columnista en varios diarios de España y Colombia y profesor universitario. Además fue miembro de la academias Bolivariana de Historia y de Historia Eclesiástica de Bogotá y de la Sociedad Colombiana de Economistas.

## Carrera política
Perteneció al Partido Conservador Colombiano toda su vida, fue senador de la república entre 1990-1991 y representante a la Cámara por Valle del Cauca entre 1994-1998 y en esta última denunció la financiación irregular de la campaña electoral de Ernesto Samper como presidente en el contexto del proceso 8000 defendiendo también la extradición de narcotraficantes, el fuero militar y las CONVIVIR.

## Obras
Después de su actividad política, se consagra como historiador en la corriente panhispanista por lo cual visibiliza con los libros que ha escrito muchos de los aspectos que ha tenido la historia virreinal hispanoamericana y los primeros años de la república en la región sin perder de vista los acontecimientos actuales.
- La Sociedad Postliberal y sus amigos: El Genocidio del intelecto, 2003
- La Otra Cara de Bolívar, la guerra contra Pablo Morillo, 2010[6]
- Grandes mitos de la Historia Colombiana, 2011
- El Día que Cartagena derrotó a Inglaterra, 2012
- El Día que España derrotó a Inglaterra, 2014
- El Tercer Conquistador: Gonzalo Jiménez de Quesada, 2017
- España Contraataca, De la deuda con los Estados Unidos con Bernardo de Gálvez, 2017
- El Terror Bolivariano, 2019[7]
- De la Reconquista de América al Derrumbe del Imperio, 2023
- Cuba 1898, La Conjura del Miedo, 2023

## Reconocimientos
- Medalla Charry Solano de Inteligencia Militar del Ejército de Colombia.
- Caballero de la Orden del Santo Sepulcro de Jerusalén.